# Marathon Eindhoven

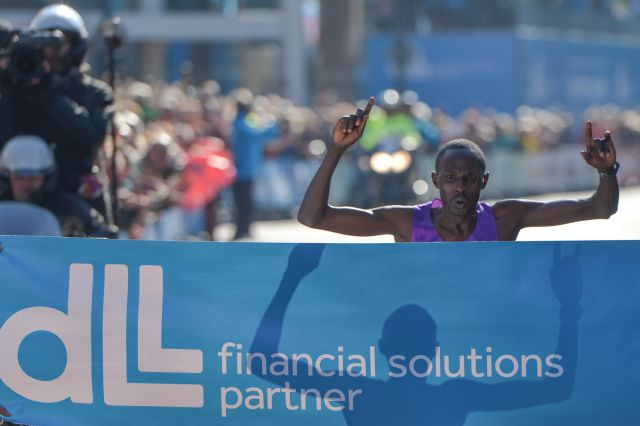
Stephen Chebogut wint de wedstrijd in 2015.

De marathon van Eindhoven is een jaarlijks terugkerende marathon, die sinds 1959 wordt gehouden in Eindhoven. De wedstrijd vindt altijd in oktober plaats. De marathon van Eindhoven is, na die van Rotterdam en Amsterdam, de grootste marathon van Nederland. De marathon van Eindhoven staat bekend om het grote aantal deelnemers uit België. In 2015 was maar liefst 60% van de deelnemers uit de top 100 afkomstig uit België (en slechts 19% uit Nederland). Sinds 2004 is het parcours enkele keren aangepast, waardoor het nog meer een stadsmarathon geworden is.
Voor deze marathon geldt een limiet van zes uur. Naast de hele marathon over 42,195 kilometer telt dit hardloopevenement ook wedstrijden over de halve marathon, kwart marathon, 5 km en CityRuns. Tevens is er de mogelijkheid tot het lopen van een estafette-marathon, waarbij de marathon door vier lopers wordt afgelegd die ieder ruim 10,5 km lopen.

## Geschiedenis
De eerste edities van deze marathon vonden in 1959 en 1960 plaats onder de naam Lichtstad Marathon. Hieraan deden slechts 50 à 60 lopers mee. Marathonwedstrijden voor vrouwen bestonden er in die tijd nog niet. In 1960 werd door Frans Künen uit Breda het Nederlands record verbroken: met een tijd van 2:26.07 kwalificeerde hij zich voor de Olympische Spelen in Rome, die een maand later plaatsvonden.
In 1982 kwam de marathon terug in Eindhoven wegens het 750-jarig bestaan van de stad. Het was bedoeld als eenmalig evenement, maar werd op verzoek van de lopers een terugkerend evenement. Tot 1990 werd de marathon in de even jaren georganiseerd, daarna was het een jaarlijks evenement.
In 1999 plaatste Nadezhda Wijenberg zich met een tijd van 2:28.45 voor de Olympische Spelen in Sydney. Enkele andere (voormalige) deelnemers zijn onder meer John Vermeule, Vladimir Kotov, Mohamed Salmi, Willy Cheruiyot, Luc Krotwaar en Mieke Pullen.
In 1960 deden 50 à 60 deelnemers mee, in 2015 waren dat er meer dan 17.000 (alle afstanden tezamen).

## Statistieken

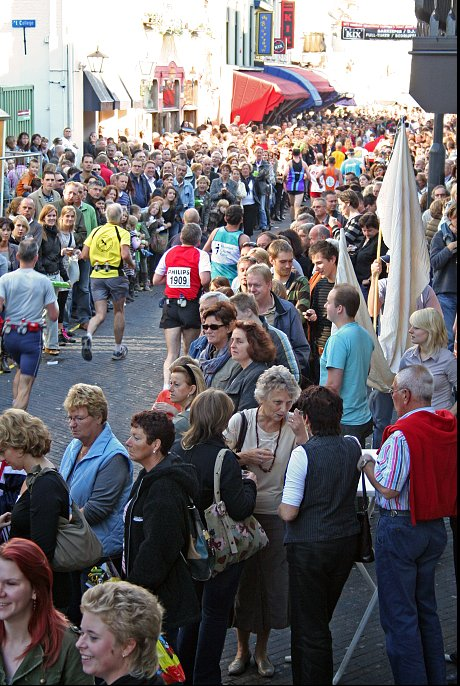
Marathon Eindhoven 2007, Stratumseind

### Parcoursrecords
Marathon
- Mannen: Kenneth Kipkemoi 2:04.52 (2023)
- Vrouwen: Paskalia Chepkogei 2:22.47 (2022)

Halve marathon
- Mannen : Vanderlei de Lima 1:03.29 (2005)
- Vrouwen : Nadezhda Wijenberg 1:14.30 (2005)

### Snelste 10 finishers
De gemiddelde finishtijd van de snelste tien marathonlopers bij dit evenement is 2:05.54,2. Hiermee staat Eindhoven als derde Nederlandse plaats op de lijst van snelste marathonsteden (achter de Rotterdam en Amsterdam). Wereldwijd staat Eindhoven op de vijftiende plaats.
| Rang | Naam                      | Land | Tijd    | Jaar | Plek |
| ---- | ------------------------- | ---- | ------- | ---- | ---- |
| 1    | Kenneth Kipkemoi          | KEN  | 2:04.52 | 2023 | 1    |
| 2    | Dickson Chumba            | KEN  | 2:05.46 | 2012 | 1    |
| 3    | Jafred Chirchir Kipchumba | KEN  | 2:05.48 | 2011 | 1    |
| 4    | Stephen Chebogut          | KEN  | 2:05.52 | 2015 | 1    |
| 5    | Deriba Robi               | ETH  | 2:05.58 | 2015 | 2    |
| 6    | Mark Kiptoo               | KEN  | 2:06.00 | 2015 | 3    |
| 7    | Cyrus Mutai               | KEN  | 2:06.10 | 2023 | 2    |
| 8    | Franklin Chepkwony        | KEN  | 2:06.11 | 2012 | 2    |
| 9    | Festus Talam              | KEN  | 2:06.13 | 2017 | 1    |
| 10   | Felix Kirwa               | KEN  | 2:06.13 | 2017 | 2    |

(bijgewerkt t/m 2024)

### Uitslagen
| Editie                                  | Datum             | Man                       | Man                    | Man                    | Vrouw                       | Vrouw                       | Vrouw                       |
| Editie                                  | Datum             | Naam                      | Land                   | Tijd                   | Naam                        | Land                        | Tijd                        |
| --------------------------------------- | ----------------- | ------------------------- | ---------------------- | ---------------------- | --------------------------- | --------------------------- | --------------------------- |
| 40                                      | 13 oktober 2024   | Enock Kinyamal            | KEN                    | 2:06.28                | Vivian Jerotich             | KEN                         | 2:26.41                     |
| 39                                      | 8 oktober 2023    | Kenneth Kipkemoi          | KEN                    | 2:04.52                | Chloé Herbiet               | BEL                         | 2:27.54                     |
| 38                                      | 9 oktober 2022    | Pius Karanja              | KEN                    | 2:06.55                | Paskalia Chepkogei          | KEN                         | 2:22.47                     |
| 37                                      | 10 oktober 2021   | Silas Too                 | KEN                    | 2:06.32                | Bregje Smits                | NED                         | 2:48.08                     |
| Afgelast omwille van de corona-pandemie |                   |                           |                        |                        |                             |                             |                             |
| 36                                      | 13 oktober 2019   | Laban Mutai               | KEN                    | 2:06.40                | Betty Chepleting            | KEN                         | 2:28.43                     |
| 35                                      | 14 oktober 2018   | Elisha Kipchirchir        | KEN                    | 2:07.32                | Nina Lauwaert               | BEL                         | 2:30.24                     |
| 34                                      | 8 oktober 2017    | Festus Talam              | KEN                    | 2:06.13                | Eunice Jeptoo               | KEN                         | 2:26.13                     |
| 33                                      | 9 oktober 2016    | Festus Talam              | KEN                    | 2:06.26                | Truphena Chepchirchir       | KEN                         | 2:30.32                     |
| 32                                      | 11 oktober 2015   | Stephen Chebogut          | KEN                    | 2:05.52                | Els Rens                    | BEL                         | 2:38.16                     |
| 31                                      | 12 oktober 2014   | Tilahun Regassa           | ETH                    | 2:06.21                | Iwona Lewandowska           | POL                         | 2:28.33                     |
| 30                                      | 13 oktober 2013   | Yemane Tsegay             | ETH                    | 2:09.11                | Ruth Wanjiru                | KEN                         | 2:34.48                     |
| 29                                      | 14 oktober 2012   | Dickson Chumba            | KEN                    | 2:05.46                | Aberume Mekuria             | ETH                         | 2:27.20                     |
| 28                                      | 9 oktober 2011    | Jafred Chirchir Kipchumba | KEN                    | 2:05.48                | Georginia Rono              | KEN                         | 2:24.33                     |
| 27                                      | 10 oktober 2010   | Charles Kamathi           | KEN                    | 2:07.38                | Atsede Habtamu              | ETH                         | 2:25.35                     |
| 26                                      | 11 oktober 2009   | Geoffrey Mutai            | KEN                    | 2:07.01                | Beata Naigambo              | NAM                         | 2:31.01                     |
| 25                                      | 12 oktober 2008   | Geoffrey Mutai            | KEN                    | 2:07.50                | Lydia Kurgat                | KEN                         | 2:33.39                     |
| 24                                      | 14 oktober 2007   | Philip Singoei            | KEN                    | 2:07.57                | Lydia Kurgat                | KEN                         | 2:39.27                     |
| 23                                      | 8 oktober 2006    | Philip Singoei            | KEN                    | 2:08.18                | Agnes Hijman                | NED                         | 2:54.36                     |
| 22                                      | 9 oktober 2005    | Boniface Usisivu          | KEN                    | 2:08.45                | Tatjana Perepelkina         | RUS                         | 2:38.27                     |
| 21                                      | 10 oktober 2004   | Willy Cheruiyot           | KEN                    | 2:09.20                | Annelieke van der Sluijs    | NED                         | 2:37.33                     |
| 20                                      | 12 oktober 2003   | Willy Cheruiyot           | KEN                    | 2:09.05                | Vivian Ruijters             | NED                         | 2:36.36                     |
| 19                                      | 13 oktober 2002   | Willy Cheruiyot           | KEN                    | 2:10.12                | Marleen Van Reusel          | BEL                         | 2:54.23                     |
| 18                                      | 14 oktober 2001   | Samuel Tangus             | KEN                    | 2:12.47                | Valentina Poltavskaya       | RUS                         | 2:54.40                     |
| 17                                      | 8 oktober 2000    | Willy Cheruiyot           | KEN                    | 2:09.55                | Wilma van Onna              | NED                         | 2:39.35                     |
| 16                                      | 10 oktober 1999   | David Ngetich             | KEN                    | 2:09.24                | Nadezhda Wijenberg          | NED                         | 2:28.45                     |
| 15                                      | 11 oktober 1998   | Grzegorz Gajdus           | POL                    | 2:10.51                | Simona Staicu               | ROU                         | 2:36.05                     |
| 14                                      | 12 oktober 1997   | John Kiprono              | KEN                    | 2:11.51                | Mieke Hombergen             | NED                         | 2:36.14                     |
| 13                                      | 13 oktober 1996   | Turbo Tumo                | ETH                    | 2:11.26                | Simona Staicu               | ROU                         | 2:37.47                     |
| 12                                      | 8 oktober 1995    | Peter Sarafinyuk          | UKR                    | 2:16.40                | Carla Beurskens             | NED                         | 2:35.16                     |
| 11                                      | 9 oktober 1994    | Aiduna Aitnafa            | ETH                    | 2:11.37                | Jeanne Jansen               | NED                         | 2:45.03                     |
| 10                                      | 10 oktober 1993   | Mohamed Salmi             | ALG                    | 2:12.47                | Liesbeth van Ast            | NED                         | 2:40.57                     |
| 9                                       | 11 oktober 1992   | Andy Green                | ENG                    | 2:15.09                | Adriana Andrescu            | ROU                         | 2:37.19                     |
| 8                                       | 13 oktober 1991   | Vladimir Kotov            | BLR                    | 2:14.03                | Mieke Hombergen             | NED                         | 2:46.28                     |
| 7                                       | 14 oktober 1990   | John Vermeule             | NED                    | 2:15.03                | Mieke Hombergen             | NED                         | 2:44.59                     |
| 6                                       | 16 oktober 1988   | Jean-Pierre Paumen        | BEL                    | 2:14.51                | Heather MacDuff             | NED                         | 2:34.26                     |
| 5                                       | 12 oktober 1986   | Kim Reynierse             | NED                    | 2:15.13                | Heather MacDuff             | NED                         | 2:45.25                     |
| 4                                       | 23 september 1984 | Harrie Driessen           | NED                    | 2:22.17                | Annelies van Dijk           | NED                         | 3:12.13                     |
| 3                                       | 24 oktober 1982   | Lucien Rottiers           | BEL                    | 2:16.27                | Sirri White                 | NOR                         | 2:55.53                     |
|                                         | 1961–1981         | Marathon niet gehouden    | Marathon niet gehouden | Marathon niet gehouden | Marathon niet gehouden      | Marathon niet gehouden      | Marathon niet gehouden      |
| 2                                       | 23 juli 1960      | Frans Künen               | NED                    | 2:26.07 NR             | Geen vrouwelijke deelnemers | Geen vrouwelijke deelnemers | Geen vrouwelijke deelnemers |
| 1                                       | 4 juli 1959       | Fritz Schöning            | GER                    | 2:45.05                | Geen vrouwelijke deelnemers | Geen vrouwelijke deelnemers | Geen vrouwelijke deelnemers |

### Belgische kampioenschappen marathon
In totaal werden de Belgische kampioenschappen marathon acht keer in Eindhoven gelopen. Meervoudig winnaars zijn Gerd Devos (drie keer) en Karen Van Proeyen (twee keer).
| Rang | Datum             | Belgisch kampioen    | Belgisch kampioen | Belgisch kampioen | Belgisch kampioene  | Belgisch kampioene | Belgisch kampioene | Uitslagen |
| Rang | Datum             | Naam                 | Tijd              | Overall           | Naam                | Tijd               | Overall            | Uitslagen |
| ---- | ----------------- | -------------------- | ----------------- | ----------------- | ------------------- | ------------------ | ------------------ | --------- |
| 8    | 13 oktober 2024   | Thomas De Bock       | 2:10.43           |                   | Juliette Thomas     | 2:27.23            |                    | Uitslagen |
| 7    | 8 oktober 2023    | Gerd Devos           | 2:21.21           |                   | Chloé Herbiet       | 2:27.54            |                    | Uitslagen |
| 6    | 9 oktober 2022    | Filip Vercruysse     | 2:20.06           |                   | Karen Van Proeyen   | 2:36.09            |                    | Uitslagen |
| 5    | 13 oktober 2019   | Gerd Devos           | 2:23.40           |                   | Karen Van Proeyen   | 2:42.13            |                    | Uitslagen |
| 4    | 14 oktober 2018   | Kristof Nackaerts    | 2:24.53           |                   | Nina Lauwaert       | 2:30.22            |                    | Uitslagen |
| 3    | 8 oktober 2017    | Gerd Devos           | 2:22.04           |                   | Hanna Vandenbussche | 2:37.28            |                    | Uitslagen |
| 2    | 9 oktober 2016    | Stijn De Vulder      | 2:19.54           |                   | Ann Sofie Claeys    | 2:49.38            | 5                  | Uitslagen |
| 1    | 30 september 2015 | Abdelhadi El Hachimi | 2:15.13           | 10                | Els Rens            | 2:38.16            | 1                  | Uitslagen |

### Nederlands kampioenschap marathon
In totaal vond het Nederlands kampioenschap marathon acht keer in Eindhoven plaats. Het lukte Luc Krotwaar viermaal in zijn eigen woonplaats de nationale titel te pakken:
| Rang | Datum           | Nederlands kampioen | Nederlands kampioen | Nederlands kampioen | Nederlands kampioene        | Nederlands kampioene        | Nederlands kampioene        | Uitslagen |
| Rang | Datum           | Naam                | Tijd                | Overall             | Naam                        | Tijd                        | Overall                     | Uitslagen |
| ---- | --------------- | ------------------- | ------------------- | ------------------- | --------------------------- | --------------------------- | --------------------------- | --------- |
| 8    | 13 oktober 2013 | Patrick Stitzinger  | 2:18.53             | 18                  | Andrea Deelstra             | 2:35.39                     | 1                           | Uitslagen |
| 7    | 14 oktober 2012 | Patrick Stitzinger  | 2:16.51             | 15                  | Miranda Boonstra            | 2:28.18                     | 2                           | Uitslagen |
| 6    | 12 oktober 2008 | Greg van Hest       | 2:15.38             | 14                  | Nadezhda Wijenberg          | 2:42.24                     | 4                           | Uitslagen |
| 5    | 8 oktober 2000  | Luc Krotwaar        | 2:14.39             | 5                   | Wilma van Onna              | 2:39.35                     | 1                           | Uitslagen |
| 4    | 10 oktober 1999 | Luc Krotwaar        | 2:17.44             | 12                  | Nadezhda Wijenberg          | 2:28.45                     | 1                           | Uitslagen |
| 3    | 11 oktober 1998 | Luc Krotwaar        | 2:12.45             | 3                   | Mieke Pullen                | 2:42.02                     | 2                           | Uitslagen |
| 2    | 12 oktober 1997 | Luc Krotwaar        | 2:15.15             | 8                   | Mieke Pullen                | 2:36.11                     | 1                           | Uitslagen |
| 1    | 23 juli 1960    | Frans Künen         | 2:26.07,8           | 1                   | geen vrouwelijke deelnemers | geen vrouwelijke deelnemers | geen vrouwelijke deelnemers | Uitslagen |

### Ontwikkeling van gefinishte lopers
| Jaar | Marathon | waarvan vrouwen | halve marathon | waarvan vrouwen | 6 km        | waarvan vrouwen | 10 km             | waarvan vrouwen |
| ---- | -------- | --------------- | -------------- | --------------- | ----------- | --------------- | ----------------- | --------------- |
| 2024 | 4763     | 829             | 14711          | 5124            | 3937 (5 km) | 1700            | 5848 (¼ marathon) | 2616            |
|      |          |                 |                |                 |             |                 |                   |                 |
| 2015 | 2019     | 325             | 8005           | 2299            | 4986 (5 km) | 2092            | 2221              | 1160            |
| 2014 | 1315     | 224             | 7104           | 1935            | 5203 (5 km) | 1418            | ---               | ---             |
|      |          |                 |                |                 |             |                 |                   |                 |
| 2012 | 1284     | 218             | 6970           | 1687            | 4042        | 1060            | ---               | ---             |
| 2011 | 1278     | 188             | 6830           | 1569            | 0502        | 234             | ---               | ---             |
| 2010 | 1463     | 229             | 6796           | 1586            | 0502        | 224             | ---               | ---             |
| 2009 | 1407     | 185             | 6831           | 1574            | 0574        | 275             | ---               | ---             |
| 2008 | 1514     | 216             | 6432           | 1503            | 2331        | 675             | ---               | ---             |
| 2007 | 1408     | 211             | 6988           | 1574            | 0299        | 142             | ---               | ---             |
| 2006 | 0860     | 112             | 5729           | 1250            | ---         | ---             | ---               | ---             |

## Foto's

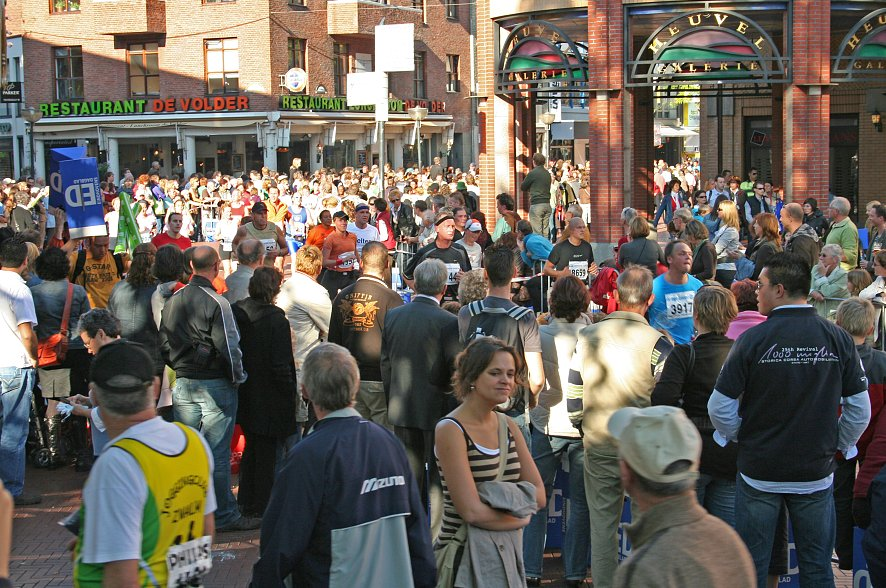
In het winkelcentrum van Nieuwstraat naar Markt
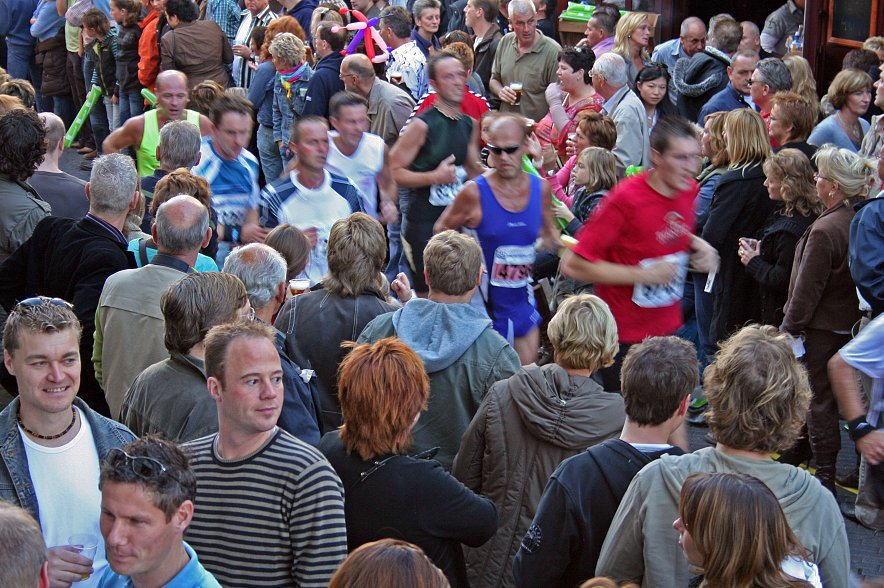
Drukte op Stratumseind
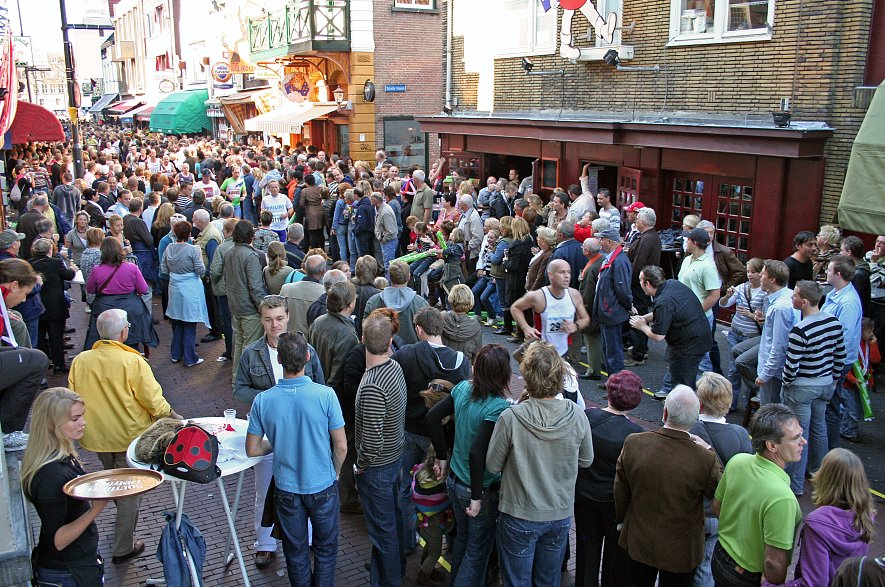
Stratumseind

## Trivia
- In 2010 vond de marathon plaats op de datum 10-10-10, een datum met een speciaal gevoel door de cijfercombinatie.